# Масковые сипухи
Масковые сипухи, или рогатые сипухи (лат. Phodilus) — род птиц семейства сипуховых (Tytonidae) отряда совообразных (Strigiformes). Встречаются в Южной и Юго-Восточной Азии. 

## Описание
Это сравнительно небольшие совы с лицевым диском сердцеобразной формы. Края маски окружены очень жёсткими перьями. Крылья круглые. Ноги в сравнении с размерами тела очень крупные. Глаза большие чёрно-коричневые. Оба вида ведут ночной образ жизни, похожи на других сипух и, как правило, меньше.

## Виды
Международный союз орнитологов относит к роду два вида:
- Phodilus badius — Восточная масковая сипуха — Азия
- Phodilus assimilis — Цейлонская масковая сипуха — Индия и остров Шри-Ланка[4]